# Князевка (Молдова)
Князевка (рум. Cneazevca) — село в Леовском районе Молдавии. Является административным центром коммуны Князевка, включающей также село Кызлар.

## География
Село расположено на высоте 64 метров над уровнем моря.
На территории села протекает река Сарата, впадая в Прут. Также имеется большое охраняемое озеро (частное).
Расстояние до Кишинёва — 60 км, до Леово — 31. Соседними сёлами являются Саратены и Сарата-Галбенэ.

## История
Князевка (нем. Fűrstenfeld) — одна из колоний бессарабских немцев.
Село было частью территории Юго-Западной Бессарабии (известной как Кахул, Болград и Измаил), которая в результате Парижского договора 1856 года, заключившего Крымскую войну (1853—1856), была отозвана Россией Молдовы. В результате этой территориальной потери Россия больше не имела доступа к устьям Дуная. В результате объединения Молдовы с румынской страной 1859 года эта территория вошла в состав нового государства Румыния (названного до 1866 года «Объединённые княжества Валахии и Молдавии»).
Первое документальное упоминание о селе Князевка датировано 1894 годом. Здесь было создано несколько семей немецких поселенцев, приехавших из Баймаклии и Кагула. К 1907 году здесь жили 320 немцев. В 1912 году в деревне открылась школа, лютеранская церковь, два кирпичных завода. Здание мельницы, построенное немцами, сохранилось и на данный момент.
В 1940 году немецкие поселенцы были вынуждены покинуть свои дома, будучи репатриированы в Германию.

## Население
По данным переписи населения 2004 года, в селе Князевка проживает 948 человек (434 мужчины, 514 женщины).
Этнический состав села:
| Национальность | Число жителей | Процентный состав |
| -------------- | ------------- | ----------------- |
| молдаване      | 375           | 39.56             |
| украинцы       | 332           | 35.02             |
| болгары        | 143           | 15.08             |
| русские        | 75            | 7.91              |
| цыгане         | 9             | 0.95              |
| гагаузы        | 5             | 0.53              |
| прочие         | 9             | 0.95              |
| Всего          | 948           | 100 %             |

## Социальная сфера
Действуют Дом культуры, 2 библиотеки (общий фонд 10120 книг), гимназия, детский сад, медицинский пункт, три частных магазина (один из которых строительный).